# St. Mary's (Alaska)
St. Mary's es una ciudad ubicada en el Área censal de Wade Hampton en el estado estadounidense de Alaska. En el Censo de 2010 tenía una población de 507 habitantes y una densidad poblacional de 3,87 personas por km².

## Geografía
St. Mary's se encuentra en las coordenadas 62°3′55″N 163°14′58″O / 62.06528, -163.24944. Según la Oficina del Censo de los Estados Unidos, St. Mary's tiene una superficie total de 131.11 km², de la cual 114.71 km² corresponden a tierra firme y (12.51%) 16.4 km² es agua.

## Demografía
Según el censo de 2010, había 507 personas residiendo en St. Mary's. La densidad de población era de 3,87 hab./km². De los 507 habitantes, St. Mary's estaba compuesto por el 3.75% blancos, el 0% eran afroamericanos, el 91.52% eran amerindios, el 0% eran asiáticos, el 0% eran isleños del Pacífico, el 0% eran de otras razas y el 4.73% pertenecían a dos o más razas. Del total de la población el 0% eran hispanos o latinos de cualquier raza.